# Domène
Domène és un municipi francès situat al departament de la Isèra i a la regió d'Alvèrnia-Roine-Alps. L'any 2007 tenia 6.562 habitants.

## Demografia

### Població
El 2007 la població de fet de Domène era de 6.562 persones. Hi havia 2.653 famílies de les quals 788 eren unipersonals (332 homes vivint sols i 456 dones vivint soles), 740 parelles sense fills, 849 parelles amb fills i 276 famílies monoparentals amb fills.
La població ha evolucionat segons el següent gràfic:
Habitants censats

### Habitatges
El 2007 hi havia 2.863 habitatges, 2.715 eren l'habitatge principal de la família, 34 eren segones residències i 114 estaven desocupats. 1.221 eren cases i 1.560 eren apartaments. Dels 2.715 habitatges principals, 1.596 estaven ocupats pels seus propietaris, 1.054 estaven llogats i ocupats pels llogaters i 65 estaven cedits a títol gratuït; 113 tenien una cambra, 337 en tenien dues, 689 en tenien tres, 839 en tenien quatre i 737 en tenien cinc o més. 1.681 habitatges disposaven pel capbaix d'una plaça de pàrquing. A 1.208 habitatges hi havia un automòbil i a 1.034 n'hi havia dos o més.

### Piràmide de població
La piràmide de població per edats i sexe el 2009 era:
| Homes | Edats   | Dones |
| ----- | ------- | ----- |
| 4     | 95 o +  | 0     |
| 8     | 90 a 94 | 34    |
| 31    | 85 a 89 | 81    |
| 37    | 80 a 84 | 66    |
| 80    | 75 a 79 | 120   |
| 124   | 70 a 74 | 127   |
| 123   | 65 a 69 | 150   |
| 149   | 60 a 64 | 142   |
| 145   | 55 a 59 | 130   |
| 174   | 50 a 54 | 165   |
| 180   | 45 a 49 | 201   |
| 195   | 40 a 44 | 194   |
| 319   | 35 a 39 | 270   |
| 280   | 30 a 34 | 321   |
| 217   | 25 a 29 | 253   |
| 198   | 20 a 24 | 160   |
| 160   | 15 a 19 | 204   |
| 271   | 10 a 14 | 210   |
| 251   | 5 a 9   | 195   |
| 195   | 0 a 4   | 215   |

## Economia
El 2007 la població en edat de treballar era de 4.249 persones, 3.210 eren actives i 1.039 eren inactives. De les 3.210 persones actives 2.977 estaven ocupades (1.545 homes i 1.432 dones) i 233 estaven aturades (110 homes i 123 dones). De les 1.039 persones inactives 301 estaven jubilades, 449 estaven estudiant i 289 estaven classificades com a «altres inactius».

### Ingressos
El 2009 a Domène hi havia 2.714 unitats fiscals que integraven 6.542,5 persones, la mediana anual d'ingressos fiscals per persona era de 19.505 €.

### Activitats econòmiques
Dels 339 establiments que hi havia el 2007, 6 eren d'empreses extractives, 9 d'empreses alimentàries, 7 d'empreses de fabricació de material elèctric, 1 d'una empresa de fabricació d'elements pel transport, 37 d'empreses de fabricació d'altres productes industrials, 63 d'empreses de construcció, 54 d'empreses de comerç i reparació d'automòbils, 16 d'empreses de transport, 16 d'empreses d'hostatgeria i restauració, 3 d'empreses d'informació i comunicació, 20 d'empreses financeres, 19 d'empreses immobiliàries, 42 d'empreses de serveis, 35 d'entitats de l'administració pública i 11 d'empreses classificades com a «altres activitats de serveis».
Dels 106 establiments de servei als particulars que hi havia el 2009, 1 era una oficina d'administració d'Hisenda pública, 1 gendarmeria, 1 oficina de correu, 6 oficines bancàries, 10 tallers de reparació d'automòbils i de material agrícola, 1 establiment de lloguer de cotxes, 1 autoescola, 9 paletes, 9 guixaires pintors, 16 fusteries, 9 lampisteries, 8 electricistes, 4 empreses de construcció, 6 perruqueries, 2 veterinaris, 1 agència de treball temporal, 11 restaurants, 7 agències immobiliàries, 2 tintoreries i 1 saló de bellesa.
Dels 19 establiments comercials que hi havia el 2009, 1 era un supermercat, 2 botiges de menys de 120 m², 6 fleques, 2 carnisseries, 2 llibreries, 2 botigues de roba, 1 una botiga de material esportiu, 1 una joieria i 2 floristeries.
L'any 2000 a Domène hi havia 7 explotacions agrícoles.

## Equipaments sanitaris i escolars
El 2009 hi havia 1 centre de salut, 3 farmàcies i 3 ambulàncies.
El 2009 hi havia 3 escoles maternals i 2 escoles elementals. Domène disposava d'un col·legi d'educació secundària amb 648 alumnes.

## Poblacions més properes
El següent diagrama mostra les poblacions més properes.